# 2-ブタノール
2-ブタノール（2-Butanol）は、化学式 C4H10Oの有機化合物である。特有の甘い匂いのする無色透明な液体である。この可燃性の2級アルコールは、1-ブタノールよりも水によく溶け、極性のあるエーテル、アルコールと混和する。消防法による第4類危険物 第2石油類に該当する。

## 立体異性体
2-ブタノールにはキラリティーがあり、(R)-(−)-2-ブタノール と (S)-(+)-2-ブタノールの2つの立体異性体が存在する。普通これらはラセミ体として存在する。

(R)-(−)-2-ブタノール [14898-79-4]
(S)-(+)-2-ブタノール [4221-99-2]

## 利用
2-ブタノールは他の化合物合成（例えばブタノン）の溶媒や工業的クリーナー、ペンキの剥離剤として使われる。また多くの2-ブタノールエステルは芳香があり、香水や芳香剤に利用されている。

## 合成
2-ブタノールは工業的には、1-ブテンもしくは2-ブテンの水和反応によって製造される。